# Parolpium pallidum
Espèce
Parolpium pallidum est une espèce de pseudoscorpions de la famille des Olpiidae.

## Distribution
Cette espèce est endémique du Jharkhand en Inde. Elle se rencontre vers Dumka.

## Description
Le mâle holotype mesure 2,3 mm.

## Publication originale
- Beier, 1967 : Pseudoscorpione vom kontinentalen Südost-Asien. Pacific Insects, vol. 9, p. 341-369 (texte intégral).